# 李漁
李 漁（り ぎょ、万暦39年8月7日（1611年9月13日） - 康熙19年1月13日（1680年2月12日））は、明末清初の劇作家・小説家・出版者。幼名は仙侶。字は謫凡、笠翁・覚世裨官と号した。揚州府泰州如皋県の出身。

## 生涯
少年の頃から四方に遊歴し名士たちと交遊し、晩年は南京から杭州に移住し西湖のほとりに家を構える。周囲の景色が美しく意にかなったので「湖上笠翁」とも号す。才子をもって任じ女、子供にまで知られ、李十郎と呼ばれていた。男女の性に関わる話題を好んで談じたので、いわゆる正人君子の排斥するところとなる。例えば袁于令は「李漁は齷齪（あくせく）として相手に迎合するのを得意とし、名士と交流し詞曲小説を作るのを好み、その内容は淫褻を極める。「四大奇書」の名を冠して『三国志演義』『水滸伝』『西遊記』『金瓶梅』の四大長編を、自身経営する芥子園から叢書として刊行したり、少女たちを買ってきて芝居を仕込み、少女劇団を組織して全国を巡演し、自作の戯曲を上映している。また、彼の劇『風箏誤』は現在でも崑曲で人気のある演目である。これらの利益によって暮らしをたて、女優兼妾を大勢かかえて趣味生活を送った。一生のうち40年は旅のうちに過ごし、名山大河の10中6・7は訪れたと自負した。
また李は精巧な喜劇で中国の性愛文学の古典である『肉蒲団』の作者であるとも推測されている。『十二楼』という短編集も書いている。当時、彼の作品は広く読まれ、大胆な着想が高く評価されていた。『萃雅楼』や『無声戯』では、同性愛（中国では「後庭花」という）を主題に扱った。井原西鶴に影響を与える。
自身の別荘の伊園・芥子園・層園など自ら指揮をして庭園作庭を行っており、有名な絵手本である『芥子園画伝』の序文を書き、南京で出版した。

## 著作
- 『覚世名言』
- 『金錦廻文伝』
- 『笠翁一家言』
- 『閑情偶寄』